# Pumby
Pumby "el gatito feliz" es un personaje de historieta creado por José Sanchis Grau en 1954. Su serie homónima, de enorme éxito entre el público infantil, fue publicada por Editorial Valenciana entre 1955 y 1981 en revistas como Pumby, Super Pumby, Galas Pumby o Gran Álbum Pumby.

## Características
Pumby es un gato negro con hocico blanco de grandes ojos y orejas puntiagudas. De vestimenta luce un gran cascabel y pantalones cortos, normalmente rojos, que recuerdan al Mickey de los primeros tiempos. Sus compañeros de aventuras son Blanquita, una gatita blanca, y el profesor Chivete. Cuando bebe zumo de naranja, Pumby se convierte en Superpumby, con grandes poderes.

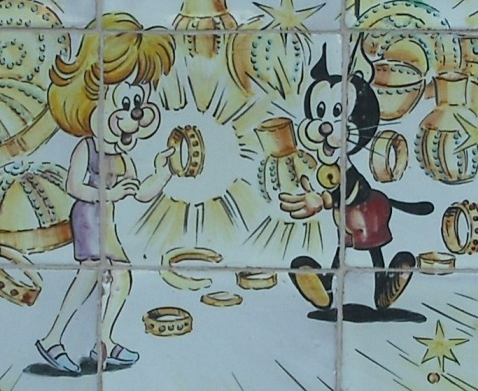
Blanquita y Pumby.

## Trayectoria
Un día que regresaba a casa harto cargado, me veo un gatito negro de morro blanco que me contempla; le digo, sin hacer ningún gesto; "¡Apártate, Pumby, que me voy!" El gatito se levanta y ... ¡se aparta sin más! Mientras estuve en el hospital convaleciente de un grave accidente, me entretenía haciendo caricaturas de Pumby. Practiqué sin descanso hasta conseguir darle la garra necesaria para interpretar historietas de largometraje e incluso añadirle un buen plantel de personajes secundarios. Fue un parto bastante laborioso, pero ahí está la obra con guion incluido.
José Sanchís Grau.

La primera historieta de Pumby, titulada Un Perrero con Mucha Vista y de sólo una página, apareció en la segunda del número 260 de Jaimito (segunda mitad de 1954). A partir de abril de 1955, sus aventuras vieron la luz en su propia revista Pumby, que compartía con otros personajes de la casa. La revista Super Pumby apareció en diciembre de 1959.
A partir de 1991, en el número 70 de Camacuc, Sanchis serializó Miss i Fuss, els fills de Pumbi.
En 1998, y a raíz de su adaptación fílmica por parte de la productora Cartoon Productions SL, se produjo un litigio por la propiedad del personaje. Un año después, se publicaron dos sentencias (la de 13 de abril de 1999, dictada por el Juzgado de Primera Instancia 16 de Valencia, en los autos de Juicio de Menor Cuantía n.º 242/98, y la de 31 de julio de 1999, dictada por el Juzgado de Primera Instancia 11 de Valencia, en el Juicio de Menor Cuantía n.º 430/98), por las cuales Sanchis obtuvo finalmente los derechos de su personaje, que retenían los herederos de Editorial Valenciana, logrando también "una indemnización por daños morales a consecuencia de la apropiación
ilícita de su obra por un tercero, para destinarla a fines por él no consentidos".
En 1998 se publicó el único libro sobre el personaje que existe titultado Pumby. La fantasía Infinita escrito por Antonio Busquets y editado por la Diputación de Valencia con motivo de una exposición con mismo nombre al del libro realizado por el Museo de Etnología del Centro Cultural La Beneficencia.

## Historietas
| Título                                                                       | Publicación        | Número de páginas | Fecha |
| ---------------------------------------------------------------------------- | ------------------ | ----------------- | ----- |
| «Un perrero con mucha vista»                                                 | Jaimito núm. 260   | 1                 | —     |
| Argumento: Un gato ayuda a escapar a un perro de un perrero.                 |                    |                   |       |
| «Presentamos a Pumby el gatito feliz»                                        | Pumby núm. 1       | 1                 | —     |
| Argumento: Pumby compite con Lanitas por un pescado que va a freír su dueña. |                    |                   |       |
| «Pumby y el ratón Simeón»                                                    | Pumby núm. 2       | —                 | —     |
| Argumento:                                                                   |                    |                   |       |
| «La Cigüeña lo arregló»                                                      | Pumby núm. 3       | —                 | —     |
| Argumento:                                                                   |                    |                   |       |
| «El último cartucho»                                                         | Pumby núm. 4       | —                 | —     |
| Argumento:                                                                   |                    |                   |       |
| «Pumby y la foca»                                                            | Pumby núm. 5       | —                 | —     |
| Argumento:                                                                   |                    |                   |       |
| «Latoso por una lata»                                                        | Pumby núm. 6       | —                 | —     |
| Argumento:                                                                   |                    |                   |       |
| «En la corte del Rey Canguro»                                                | Pumby núm. 7       | —                 | —     |
| Argumento:                                                                   |                    |                   |       |
| «El circo»                                                                   | Pumby núm. 8       | —                 | —     |
| Argumento:                                                                   |                    |                   |       |
| «En el fondo del mar»                                                        | Pumby núm. 9       | —                 | —     |
| Argumento:                                                                   |                    |                   |       |
| «El centro de la Tierra»                                                     | Pumby núm. 10 a 11 | —                 | —     |
| Argumento:                                                                   |                    |                   |       |
| «El ratoncito inventor»                                                      | Pumby núm. 12      | —                 | —     |
| Argumento:                                                                   |                    |                   |       |
| «Alí-Bobó y los cuarenta ratones»                                            | Pumby núm. 13      | —                 | —     |
| Argumento:                                                                   |                    |                   |       |
| «En el País de los Insectos»                                                 | Pumby núm. 14      | —                 | —     |
| Argumento:                                                                   |                    |                   |       |
| «En el Sol»                                                                  | Pumby núm. 15      | —                 | —     |
| Argumento:                                                                   |                    |                   |       |
| «El Príncipe Gallino»                                                        | Pumby núm. 16      | —                 | —     |
| Argumento:                                                                   |                    |                   |       |
| «Viaje Accidentado»                                                          | Pumby núm. 17      | —                 | —     |
| Argumento:                                                                   |                    |                   |       |
| «El dragón de cuatro cabezas»                                                | Pumby núm. 18      | —                 | —     |
| Argumento:                                                                   |                    |                   |       |
| «La vuelta al mundo con 80 céntimos»                                         | Pumby núm. 19      | —                 | —     |
| Argumento:                                                                   |                    |                   |       |
| «Rabín de los Bosques»                                                       | Pumby núm. 20      | —                 | —     |
| Argumento:                                                                   |                    |                   |       |
| «Aventura fantástica»                                                        | Pumby núm. 21      | —                 | —     |
| Argumento:                                                                   |                    |                   |       |
| «Isla Maravillosa»                                                           | Pumby núm. 22      | —                 | —     |
| Argumento:                                                                   |                    |                   |       |
| «¡Un Gigante en la Ciudad!»                                                  | Pumby núm. 23      | —                 | —     |
| Argumento:                                                                   |                    |                   |       |
| «¡A los Toros!»                                                              | Pumby núm. 24      | —                 | —     |
| Argumento:                                                                   |                    |                   |       |
| «Primavera»                                                                  | Pumby núm. 25      | —                 | —     |
| Argumento:                                                                   |                    |                   |       |
| «¡Qué ricos pescaditos!»                                                     | Pumby núm. 26      | —                 | —     |
| Argumento:                                                                   |                    |                   |       |
| «Un super-hombre de segunda mano»                                            | Pumby núm. 27      | —                 | —     |
| Argumento:                                                                   |                    |                   |       |
| «El fantasma de la Calle Murga»                                              | Pumby núm. 28      | —                 | —     |
| Argumento:                                                                   |                    |                   |       |
| «Las Nieves del Climarraro»                                                  | Pumby núm. 29      | —                 | —     |
| Argumento:                                                                   |                    |                   |       |
| «20.000 yeguas en viaje submarino»                                           | Pumby núm. 30      | 5                 | —     |
| Argumento:                                                                   |                    |                   |       |
| «La Olimpiada de Villa-Rabitos»                                              | Pumby núm. 31      | —                 | —     |
| Argumento:                                                                   |                    |                   |       |
| «Pumby avicultor»                                                            | Pumby núm. 32      | 5                 | —     |
| Argumento:                                                                   |                    |                   |       |